# 在チェンマイ日本国総領事館
在チェンマイ日本国総領事館（タイ語: สถานกงสุลใหญ่ญี่ปุ่น ณ นครเชียงใหม่、英語: Consulate-General of Japan in Chiang Mai）は、タイ王国北西部の主要都市チェンマイに設置されている日本の総領事館である。

## 沿革
- 1980年、在チェンマイ出張駐在官事務所（在チェンマイ駐在官事務所）が開設される[1]
- 2004年1月、チェンマイの出張駐在官事務所が在チェンマイ日本国総領事館に改組される[2]
- 2004年2月、初代総領事の篠原勝弘が現地に着任する[1]

## 所在地
Airport Business Park, 90 Mahidol Rd., T. Haiya, A. Muang, Chiang Mai 50100

## 管轄地域
チエンマイ県、ラムパーン県、ラムプーン県、チエンラーイ県、パヤオ県、メーホンソーン県、ナーン県、プレー県及びウッタラディット県を管轄。